# Kunova Teplica
Kunova Teplica (maďarsky Kuntapolca) je obec na Slovensku. Leží v okrese Rožňava v Košickém kraji. Žije zde 709 obyvatel.

## Poloha
Obec leží v gemerské části Slovenského rudohoří v jihozápadní části Slovenském krasu v údolí potoka Štítník mezi Plešiveckou a Koniarskou planinou. Část území obce se rozkládá v národním parku Slovenský kras. Průměrná nadmořská výška se pohybuje v rozmezí 240–775 m, střed obce je ve výšce 255 m n. m. Západní část území leží v odlesněné údolní nivě a krasové terase, která se zvedá na východní straně do zalesněných strmých západních svahů Plešivecká planina.
Území je tvořeno svory, vápenci a horninami mladších prvohor. Plešivecká planina je tvořena vápenci a dolomity.

## Sousední obce
Obec sousedí s obcemi: na severu Štítník, na východě Slanec, na jihu Pašková a na západě Rozložná.

## Historie
První písemná zmínka je z roku 1243, kde je uváděna jako Toplucha, později v roce 1318 jako Thoploca, od roku 1773 je nazývána Kunowa Teplicza a od roku 1920 jako Kunová Teplica, madarský úřední název je Kuntaplóca.
Obec patřila Ákosům, později Bebekovům na panství Pleissnitz. V roce 1427 měla Kunova Teplice podle daňového rejstříku 24 port. V roce 1551 žil ve vesnici jeden soudce a 13 poddaných. Ve druhé polovině 16. století patřila obec k písečnému fojtství v Osmanské říši. Po ničivé morové epidemii v letech 1709-10 zůstalo ve vsi jen sedm obyvatel. V roce 1828 žilo v 54 domech 694 obyvatel, kteří se živili jako povozníci, uhlíři a dělníci v železném hamru. Koncem 18. století byly v obci dva hamry a čtyři slovenské pece a železárny s dvěma tavicími pecemi, jednou zkujňovací pecí a s nástrojářským hamrem. V roce 1833 byla založeny železárny Concordia ve Štítníku se slévárnou, do které se zkoncentrovala hutní a železářská výroba (Štítnik a Kunova Teplica). Původní hutní a strojírenský závod se postupem doby měnil na strojírenský s výrobou strojních součástek a provádění generálních oprav. V roce 1999 byl závod privatizován.
Obec, která leží v Gemersko-malohontské župě, patřila až do roku 1918–1919 k Uherskému království a poté k Československu, resp. dnešnímu Slovensku. V letech 1938-1945 byla součástí Maďarska na základě první vídeňské arbitráže.

## Památky
- Evangelický klasicistní kostel z let 1796–1805 postavený na místě kostela z období kolem roku 1609.[7] Je kulturní památkou Slovenska.[8]
- Klasicistní kúria ze začátku 19. století.[9]
- Pomník padlým v první světové válce, je kulturní památkou Slovenska.[8]